# Bobsleeën op de Olympische Winterspelen 2022 - Monobob vrouwen
De monobob voor vrouwen tijdens de Olympische Winterspelen 2022 is een nieuw onderdeel en vond voor het eerst plaats op 13 en 14 februari in het Yanqing Sliding Centre in Peking, China.

## Tijdschema
| Datum               | Lokale tijd | MET   | Afdaling     |
| ------------------- | ----------- | ----- | ------------ |
| zondag 13 februari  | 09:30       | 02:30 | 1e en 2e run |
| maandag 14 februari | 09:30       | 02:30 | 3e en 4e run |

## Uitslag
| Rang   | Olympiër                   | Land             | Run 1   | Run 1 | Run 2   | Run 2 | Run 3   | Run 3 | Run 4   | Run 4 | Totaal  | Achterstand |
| Rang   | Olympiër                   | Land             | Tijd    | Rang  | Tijd    | Rang  | Tijd    | Rang  | Tijd    | Rang  | Totaal  | Achterstand |
| ------ | -------------------------- | ---------------- | ------- | ----- | ------- | ----- | ------- | ----- | ------- | ----- | ------- | ----------- |
| Goud   | Kaillie Humphries          | Verenigde Staten | 1:04,44 | 1     | 1:04,66 | 1     | 1:04,87 | 1     | 1:05,30 | 3     | 4:19,27 | —           |
| Zilver | Elana Meyers Taylor        | Verenigde Staten | 1:05,12 | 3     | 1:05,30 | 3     | 1:05,28 | 3     | 1:05,11 | 1     | 4:20,81 | +1,54       |
| Brons  | Christine de Bruin         | Canada           | 1:05,12 | 3     | 1:05,02 | 2     | 1:05,38 | 4     | 1:05,51 | 5     | 4:21,03 | +1,76       |
| 4      | Laura Nolte                | Duitsland        | 1:04,74 | 2     | 1:05,58 | 7     | 1:05,70 | 6     | 1:05,31 | 4     | 4:21,33 | +2,06       |
| 5      | Breeana Walker             | Australië        | 1:05,55 | 10    | 1:05,54 | 6     | 1:05,16 | 2     | 1:05,21 | 2     | 4:21,46 | +2,19       |
| 6      | Huai Mingming              | China            | 1:05,18 | 6     | 1:05,72 | 9     | 1:05,71 | 7     | 1:05,97 | 8     | 4:22,58 | +3,31       |
| 7      | Melanie Hasler             | Zwitserland      | 1:05,18 | 6     | 1:05,86 | 11    | 1:06,21 | 13    | 1:05,56 | 6     | 4:22,81 | +3,54       |
| 8      | Cynthia Appiah             | Canada           | 1:05,75 | 12    | 1:05,53 | 5     | 1:05,78 | 8     | 1:05,98 | 9     | 4:23,04 | +3,77       |
| 9      | Ying Qing                  | China            | 1:05,16 | 5     | 1:05,99 | 12    | 1:05,82 | 9     | 1:06,44 | 14    | 4:23,41 | +4,14       |
| 10     | Nadezjda Sergejeva         | Russische ploeg  | 1:05,45 | 9     | 1:06,00 | 13    | 1:05,83 | 10    | 1:06,31 | 11    | 4:23,59 | +4,32       |
| 11     | Margot Boch                | Frankrijk        | 1:05,77 | 14    | 1:05,51 | 4     | 1:06,01 | 12    | 1:06,53 | 16    | 4:23,82 | +4,55       |
| 12     | Andreea Grecu              | Roemenië         | 1:05,56 | 11    | 1:05,71 | 8     | 1:06,46 | 15    | 1:06,26 | 10    | 4:23,99 | +4,72       |
| 13     | Mariama Jamanka            | Duitsland        | 1:05,85 | 15    | 1:06,94 | 17    | 1:05,47 | 5     | 1:05,74 | 7     | 4:24,00 | +4,73       |
| 14     | Katrin Beierl              | Oostenrijk       | 1:05,39 | 8     | 1:06,00 | 13    | 1:06,57 | 16    | 1:06,56 | 17    | 4:24,52 | +5,25       |
| 15     | Giada Andreutti            | Italië           | 1:06,07 | 17    | 1:05,77 | 10    | 1:06,57 | 16    | 1:06,38 | 12    | 4:24,79 | +5,52       |
| 16     | Karlien Sleper             | Nederland        | 1:05,88 | 16    | 1:06,59 | 16    | 1:05,85 | 11    | 1:06,65 | 18    | 4:24,97 | +5,70       |
| 17     | Viktória Čerňanská         | Slowakije        | 1:05,75 | 12    | 1:06,41 | 15    | 1:06,62 | 18    | 1:06,47 | 15    | 4:25,25 | +5,98       |
| 18     | Kim Yoo-ran                | Zuid-Korea       | 1:06,68 | 20    | 1:07,02 | 18    | 1:06,41 | 14    | 1:06,41 | 13    | 4:26,52 | +7,25       |
| 19     | Jazmine Fenlator-Victorian | Jamaica          | 1:06,63 | 19    | 1:07,38 | 19    | 1:06,92 | 19    | 1:07,63 | 20    | 4:28,56 | +9,29       |
| 20     | Lidiia Hunko               | Oekraïne         | 1:06,34 | 18    | 1:07,84 | 20    | 1:07,47 | 20    | 1:07,45 | 19    | 4:29,10 | +9,83       |